# Natale Prampolini
Natale Prampolini, conte del Circeo (Villa Ospizio, 25 dicembre 1876 – Roma, 18 aprile 1959), è stato un ingegnere e politico italiano.

## Biografia
Nato a Villa Ospizio, frazione di Reggio Emilia e terzo di quattro figli, era di famiglia di proprietari terrieri: suo padre Girolamo (1825 - 1886) era anche commerciante e ufficiale della Guardia Nazionale Italiana fino al 1880 ; suo zio Natale (1828 - 1880) ingegnere e il prozio Luigi (1788 - 1871) era Canonico penitenziere della Cattedrale di Reggio Emilia e Vicario generale della diocesi di Reggio; sua madre era invece Beatrice Davoli (1837 - 1910). Il fratello Giovanni (1874 - 1934) divenne presidente della Camera d'Agricoltura e assieme a lui comproprietario, oltre che fondatore, di un'industria di concimi chimici, prima industria moderna di Reggio Emilia; l'altro fratello, Giuseppe (1878 - 1916) morì per ferite riportate nella grande guerra, lasciandogli la figlia Adriana, poi maritata col conte Francesco Cantuti Castelvetri, in tutela.
Il 22 giugno 1903 fu affiliato Maestro nella Loggia Giuseppe Albertoni di Reggio Emilia, non si sa dove e quando sia stato iniziato in Massoneria.
Si unì in matrimonio nel 1911 a Reggio Emilia con la nobildonna Marianna Tirelli (1891 - 1970), celebre collezionista d'arte, autrice di un'apprezzata biografia della duchessa di Parma, Maria Luigia e sorella dell'onorevole Luigi. La coppia ebbe due figli, Girolamo e Domenico, morto ventiduenne di meningite fulminante.

### Carriera
Si laureò in ingegneria civile al Politecnico di Torino il 20 dicembre 1900. Dapprima seguì col fratello l'industria di concimi chimici di loro proprietà, poi assunse la carica di direttore tecnico dell'Unione Italiana Concimi (diventata successivamente la Montecatini) nel 1904. Si dimise nel 1919, dopo che era stato nominato presidente del consorzio di Bonifica Parmigiana Moglia.
Nella città natale ricoprì diverse cariche ed ebbe un ruolo di primo piano nella vita sociale ed economica locale. Presidente del Collegio degli Ingegneri, diventò presidente della Cattedra Ambulante di Agricoltura e poi presidente dell'Istituto Agrario Zanelli e della Croce Verde.
Fu cavaliere del lavoro dal 29 febbraio 1920.
Sotto la sua trentennale presidenza fu compiuta la bonifica del territorio reggiano modenese, primo esempio di moderna bonifica idraulica in Italia.
L'esperienza acquisita lo portò poi a presiedere diversi consorzi e di progettare e compiere le bonifiche dei territori ferraresi, della pianura del Sibari, delle coste albanesi.
Riferì alla Società delle Nazioni della bonifica della Tracia e della Macedonia. 
Dal 1928 fu commissario governativo dei Consorzi di bonifica dell'Agro Pontino, che gli valse la concessione per sé ed i suoi discendenti, del titolo nobiliare di Conte del Circeo, incarico che ricoprí fino al 1943. Fu presidente della Società per le bonifiche del Mezzogiorno, vicepresidente dell'Associazione nazionale fra i consorzi di bonifica e irrigazione, Presidente dell'Associazione ricostruzione e rinnovamento agricoltura, e Presidente della Società per gli studi della malaria.
Venne nominato senatore del Regno nel 1929  e nello stesso anno chiamato da Guglielmo Marconi a far parte del Comitato Nazionale dell'Ingegneria. 
Dal 1939 fu presidente della commissione agricoltura del Senato.
Gran cordone dell'Ordine della Corona d'Italia dal 15 dicembre 1939.
Fu creato conte del Circeo nel 1940 da Vittorio Emanuele III.
Dopo la guerra fu chiamato in America Meridionale per determinare la possibilità di bonificarne vaste aree.
A Natale Prampolini sono intestate due strade ed una piazza, a Roma, Reggio nell’Emilia ed a Latina; e vari Istituti Scolastici.

## Opere
- La bonifica di Parmigiana Moglia (1928)
- La bonifica dell'Agro Pontino (1933)
- La bonifica idraulica delle paludi pontine (1937)
- La bonifica idraulica dell'Agro Pontino (1938)
- La bonifica e la sua funzione economica e sociale (1938)
- La bonifica di destra di Parmigiana Moglia (1939)
- Le bonifiche dell'Albania
- La bonifica del Fucino in rapporto alle opere di manutenzione ordinaria e straordinaria dei canali, dei fossi di scolo e della viabilità interna (1950)
- Noi siamo di un mondo passato..., (con Marianna Tirelli), Gangemi, 2015